# Kalapuya central
Le kalapuya central est une langue amérindienne de la famille des langues kalapuyanes parlée aux États-Unis, le long de la rivière Willamette dans l'Ouest de l'Oregon. La langue est éteinte.
Edward Sapir a inclus les langues kalapuyanes dans son hypothèse des langues pénutiennes, au sein du sous-groupe des langues pénutiennes de l'Oregon, conjointement avec le takelma.

## Variétés
Le kalapuya central était la langue kalapuyane parlée sur le plus vaste territoire. Il était divisé en six variétés. Les mieux documentées sont le santiam et le dialecte de Mary's River.